# 영국의 지방 분권
영국의 권한 이양(Devolution in the United Kingdom)은 영국 의회가 스코틀랜드 의회, 웨일스 의회, 북아일랜드 의회, 런던 의회 및 관련 집행 기관(스코틀랜드 정부, 웨일스 정부, 북아일랜드 집행부, 잉글랜드의 경우 그레이터런던 당국 및 연합 당국.)에 더 높은 수준의 자치권을 법적으로 부여하는 것이다.
이양은 하위 권력의 양도된 권한이 궁극적으로 중앙 정부에 있으므로 국가가 법적으로 단일 국가로 남아 있다는 점에서 연방주의와 다르다. 이양된 의회를 구성하는 법률은 다른 법률과 마찬가지로 의회에 의해 폐지되거나 개정될 수 있다.
영국 내부 시장법 2020을 포함하여 EU 회원국 국민투표 이후 통과된 법안은 스코틀랜드와 웨일스 모두에서 위임된 입법부의 권한을 약화시키고 제한한다.

## 같이 보기
- 영국의 연합주의
- 아웃소싱